# Eugeniusz Szajowski
Eugeniusz Szajowski (ur. 9 lipca 1913 w Cieszanowie, zm. 26 marca 2011 w Lubaczowie) – polski społecznik, samorządowiec, regionalista, wiceprezes Miejskiej Spółdzielni „Samopomoc Chłopska” w Lubaczowie. Autor artykułów i popularyzator wiedzy dotyczącej historii ziemi lubaczowskiej.

## Życiorys
Był synem Jana i Marianny z Siudaków. Ojciec był organistą w kościele parafialnym pw. św. Wojciecha w Cieszanowie. Edukację rozpoczął w 1920 r. w szkole powszechnej, następnie w latach 1927–1931 był uczniem Prywatnego Seminarium Nauczycielskiego Koedukacyjnego im. Stanisława Sobińskiego w Cieszanowie. 

### Aktywność zawodowa
Nie mogąc znaleźć zatrudnienia w szkolnictwie, z początkiem stycznia 1932 r. podjął pracę kancelisty-maszynisty w kancelarii adwokackiej dr. Adolfa Fiszbeina w Cieszanowie. Od 15 stycznia 1933 do 15 września 1937 r. pracował w charakterze sekretarza-kancelisty w Powiatowym Urzędzie Rozjemczym ds. Kredytowych Małej Własności Rolnej w Lubaczowie. Kolejnym miejscem pracy był Wydział Powiatowy Starostwa, gdzie na stanowisku pomocnika kancelaryjnego pracował do 10 września 1939 r. (był odroczony od służby wojskowej jako urzędnik niezbędny w referacie wojskowym starostwa). Po zajęciu Lubaczowa przez Sowietów, od marca 1940 do 22 czerwca 1941 r. pracował jako sekretarz i bibliotekarz w Polskiej Niepełnośredniej Szkole w Lubaczowie. Od 1 sierpnia do 1 listopada 1941 r. był pracownikiem biurowym w Inspektoracie Szkolnym w Lubaczowie, a od 22 stycznia 1943 do 27 kwietnia 1944 r. pracownikiem fizyczno-biurowym w Powiatowym Zarządzie Dróg (Strassenbaumt). 
Po utworzeniu w 1942 r. przez Niemców getta w Lubaczowie, zgodził się na zamieszkanie u niego żydowskiego małżeństwa Ostermanów, któremu Niemcy udzielili czasową zgodę na pobyt poza gettem. W pierwszych dniach stycznia 1943 r. przedostał się do lubaczowskiego getta w celu udzielenia pomocy osobie z oleszyckiej rodziny Schwarzów. 
W końcu kwietnia 1944 r. Ukraińcy z ugrupowania UPA skierowali do Polaków wezwanie do natychmiastowego opuszczenia Lubaczowa pod groźbą śmierci. Jak wszyscy Polacy w Lubaczowie, 28 kwietnia 1944 r. wraz z rodziną  opuścił dom znajdując schronienie w Matysówce, a potem w Woli Rafałowskiej. 
Po powrocie do Lubaczowa, od 23 lipca 1944 r. pracował w Starostwie Powiatowym w Referacie Aprowizacji i Handlu, kolejno jako referent aprowizacyjny, sekretarz administracyjny, od grudnia 1949 do końca 1950 r. podreferendarz p.o. kierownika Referatu. Dodatkowym sposobem utrzymania rodziny było skromne gospodarstwo rolne. Od 1 stycznia 1951 do 31 lipca 1972 r. pracował w administracji powiatowej, w Prezydium Powiatowej Rady Narodowej w Lubaczowie, kolejno jako pracownik administracyjny, kierownik Referatu Aprowizacji i Handlu, od 1 stycznia 1958 r. kierownik Wydziału Handlu Przemysłu i Usług, od 31 października 1964 r. kierownik Referatu w Wydziale Handlu i Przemysłu, od 27 marca 1970 r. starszy inspektor ds. handlu. 1 sierpnia 1972 r. został wiceprezesem ds. produkcji Rejonowej Spółdzielni Zaopatrzenia i Zbytu, a po jej przekształceniu, od 1977 do 7 sierpnia 1978 r. (do emerytury) wiceprezesem Miejskiej Spółdzielni „Samopomoc Chłopska” w Lubaczowie.
Zmarł w wieku 98 lat, spoczął w grobowcu rodzinnym na cmentarzu komunalnym przy ul. Kościuszki w Lubaczowie. Żona Helena z Margrafów (ślub 30 listopada 1935 r.) zmarła w 1998 r. Mieli troje dzieci: Mieczysław (1938), Wacław (1946), Adam Lesław (1954).

### Działalność społeczna
W latach 1931–1932 był prezesem Katolickiego Stowarzyszenia Młodzieży Męskiej w Cieszanowie, z ramienia którego uczestniczył w zjazdach Katolickiego Stowarzyszenia Młodzieży Polskiej we Lwowie. 
Od jesieni 1944 r. był członkiem, a następnie przez 4 kadencje, zastępcą przewodniczącego Rady Związku Zawodowego Pracowników Państwowych przy PRN. Był członkiem Spółdzielni Rolniczo-Handlowej „Rolnik” (przekształconej w Powiatowy Związek Gminnych Spółdzielni z członkostwem w Gminnej Spółdzielni „Samopomoc Chłopska”), od czerwca 1948 r. był członkiem Gminnej Spółdzielni. Od marca 1946 do 1953 r. był członkiem Spółdzielni Spożywców „Powszechna”, (następnie przy zmieniających się jej nazwach członek:), następnie Powszechnej Spółdzielni Spożywców (1953–1956) oraz Miejskiej (1956–1971), a następnie Rejonowej Spółdzielni Zaopatrzenia i Zbytu (1972–1976), Miejskiej Spółdzielni „Samopomoc Chłopska” (1977-2011). W latach 1952–1985 był członkiem rady nadzorczej spółdzielni (w ramach rady przewodniczący komisji ds. zaopatrzenia, przewodniczący komisji ds. produkcji i usług). 
Od grudnia 1957 r. był członkiem Spółdzielni Ogrodniczej, a od lipca 1958 r. także Spółdzielni Zdrowia. Pełnił funkcję przewodniczącego Kasy Zapomogowo Pożyczkowej przy PRN (1960–1969), zastępcy Przewodniczącego Komisji Społeczno-Lekarskiej ds. Przymusowego Odwykowego Leczenia Alkoholików przy Wydziale Zdrowia i Opieki Społecznej Prezydium PRN (1967–1971), Społecznego Miejskiego Korespondenta Głównego Urzędu Statystycznego (1969–1982).  
Był radnym miasta Lubaczowa przez 4 kadencje (1969–1988); zaprzysiężonym rzeczoznawcą Państwowej Inspekcji Handlowej ds. Jakości Owoców i Warzyw (1974–1976), członkiem Związku Emerytów i Rencistów (1978–2011); ławnikiem Sądu Rejonowego w Lubaczowie przez 3 kadencje (1985–1994).  
Należał m.in. do: Polskiego Związku Filatelistycznego (1956–1990); Zjednoczonego Stronnictwa Ludowego (1959–1978). Od maja 1967 r. członek Komisji Problemowej Rad Narodowych przy Powiatowym Komitecie ZSL w Lubaczowie. Prezes Koła ZSL przy PRN (1968–1970) i członek Komisji Powiatowego Komitetu ZSL w Lubaczowie (1968–1972). Od 1965 r. członek Towarzystwa Miłośników Ziemi Lubaczowskiej, a w latach 1995–2000 przewodniczący Komisji Rewizyjnej TMZL. 
Z zamiłowania był historykiem-regionalistą, autorem relacji i opisów dotyczących ziemi lubaczowskiej (głównie Cieszanowa i Lubaczowa) i jej mieszkańców w okresie od I wojny światowej do czasów współczesnych. 
Jego aktywność zawodowa i społeczna, także jako popularyzatora historii regionu, była przedmiotem odrębnych artykułów prasowych. Określany był „kronikarzem minionego stulecia”, „kronikarzem mijającego wieku”.

## Publikacje
Był autorem i współautorem 116 artykułów  prasowych (e.g.), opracowań (patrz) i relacji. Jego artykuły ukazywały się w różnych periodykach i opracowaniach.
- Wydawnictwa zwarte
  - Moje zetknięcie się ze spółdzielczością… [w:] Moje spółdzielcze lata. Wybór materiałów z konkursu XX-lecia Centrali Rolniczej Spółdzielni Samopomoc Chłopska, Warszawa 1969, s. 327–330.
  - W polskiej szkole w sowieckim Lubaczowie [w:] Lwowskie pod okupacją sowiecką 1939–1941, red. T. Bereza, oprac. J. Grechuta, Rzeszów 2006, s. 231–244.

- „Rocznik Ziemi Lubaczowskiej” („RZL” 1994-1999)[18]
  - Poświęcenie Krzyża Katyńskiego w Cieszanowie. Cieszanów 13 kwietnia 1990 r., „RL” 1994, t. V, s. 165–166.
  - "Seminarium nauczycielskie w Cieszanowie. Wspomnienia ze szkolnego sztambucha", „RL” 1997, t. VII, s. 119–130.
  - Mój Rok 1944/1945, „RL” 1998, t. VIII, s. 215–219.

- „Rocznik Lubaczowski” („RL” 2000-2008)[19]
  - Tylko ziemia została ta sama. Lubaczów 1942–1943, „RL” 2000, t. IX–X, s. 276–290.
  - Materiały dotyczące walk polsko-ukraińskich o Lubaczów, listopad–grudzień 1918 r. (Moja rodzina w tych wydarzeniach), „RL” 2007, t. XI–XII, s. 59–86.
  - Sąd Powiatowy i Sąd Grodzki w Cieszanowie (wspomnienia Eugeniusza Szajowskiego), „RL” 2008, t. XIII–XIV, s. 323–341.

- „Lubaczów: Jednodniówka”[20]
  - Jeden z 12 tysięcy sprawiedliwych, „Lubaczów 2000: Jednodniówka”, s. 10.

- „Cieszanowskie Zeszyty Regionalne” („CZR”)[21]
  - Mój wrzesień 1939, „CZR” 2009, z. 3, s. 91–111.

- „Życie Przemyskie” („ŻP”)[22]

- Powiatowy zaopatrzeniowiec, „ŻP” z 13 czerwca 1984 r., nr 24, s. 6.
  - Żniwa 1946, „ŻP” z 10 października 1984 r., nr 41, s. 9.

- „Teraz”[23]
  - Podział Polski w 1939 r. pomiędzy dwóch sąsiadów, „Teraz”, marzec 2000, s. 11.
  - Majówki i nabożeństwa majowe w Cieszanowie, „Teraz”, maj 2000, s. 5, 15 (cz. I), kwiecień–maj 2002, s. 18 (cz. II).
  - Budowy Kościoła Opatrzności nie sądzone było dokończyć, „Teraz”, grudzień 2002, s. 12.

- „Kresowiak Galicyjski”[24](2000–2011)
  - w „Kresowiaku…” ukazało się 69 artykułów Eugeniusza Szajowskiego.

Niepublikowane rękopisy i maszynopisy (32 pozycje) opracowań rodzinno-historyczno-wspomnieniowych znajdują się w zbiorach syna Adama.

## Odznaczenia, odznaki i wyróżnienia
Za swą postawę, pracę i działalność społeczną otrzymał
- odznaczenia: Złoty Krzyż Zasługi (1977)[26], Krzyż Kawalerski Orderu Odrodzenia Polski (1984)[27], Medal 40-lecia Polski Ludowej (1984)[28],  Medal za Długoletnie Pożycie Małżeńskie (1985)[29];
- odznaki i wyróżnienia: Odznaka Honorowa Zasłużony Pracownik Rady Narodowej (1969), Srebrna Odznaka Honorowa Korespondenta Głównego Urzędu Statystycznego (1975), Odznaka za Zasługi dla Województwa Przemyskiego (1981), Złota Odznaka Honorowa Korespondenta Głównego Urzędu Statystycznego (1981), Zasłużony dla Spółdzielczości „Samopomoc Chłopska" (1985),  Zasłużony Działacz Ruchu Spółdzielczego (2000)[7][30];
- dyplomy uznania: Za Wkład w Rozwój Muzeum w Lubaczowie (1992), Zasłużonemu miłośnikowi Ziemi Lubaczowskiej, badaczowi i popularyzatorowi dziejów Lubaczowa i regionu (2003) [s. 53][1][s. 292][7].